# Dinny Pails
Dennis "Dinny" Robert Pails, född 4 mars 1921, Nottingham, England, död 22 november 1986, Sydney, Australien, australisk högerhänt tennisspelare. Dinny Pails var den främste australiske tennisspelaren omedelbart efter det andra världskrigets slut. Han rankades som världssexa 1947. Pails blev professionell spelare 1947 på Jack Kramers proffscirkus.

## Tenniskarriären
Pails vann singeltiteln i Grand Slam-turneringen Australiska mästerskapen 1947 genom finalseger över landsmannen John Bromwich 4-6, 6-4, 3-6, 7-5, 8-6. Året innan hade de båda för första gången möts i final i mästerskapen, då med Bromwich som segrare (5-7, 6-3, 7-5, 3-6, 6-2).
Pails deltog i den första Wimbledonturneringen efter kriget (1946). I kvartsfinalen mötte den försteseedade Pails den blivande slutsegraren, Yvon Petra. Det berättas enligt Hedges att Pails på väg till matchen använt Londons tunnelbana och därvid kommit vilse. Han anlände därför till matchen 20 minuter försenad. Anspänningen över detta medförde att han inte kunde göra sitt bästa, utan han besegrades av Petra med 7-5, 7-5, 6-8, 6-4.
Som professionell spelare var Pails måttligt framgångsrik, han vann inte någon av de tre större professionella tennismästerskapen, men noterade segrar över Pancho Segura (41-31 i matcher) 1948, medan både Jack Kramer och Pancho Gonzales vann stort över Pails, Gonzales med 47 matcher mot 7 (1954).
Pails spelade åtta matcher för det australiska Davis Cup-laget 1946-47. Han vann tre av dessa.

## Grand Slam-titlar
- Australiska mästerskapen
  - Singel - 1947